# Barocul în Polonia
Barocul polonez a fost o mișcare artistică care a cuprins sfârșitul secolului al XVI-lea până la mijlocul secolului al XVII-lea.   
Asemeni barocului din alte părți ale  Europei, barocul polonez sublinia bogăția și puterea triumfătoare a formelor de artă contemporană. Spre deosebire de stilul artistic precedent, Renașterea care încerca să descrie frumusețea și armonia naturii, artiștii din perioada barocului s-au străduit să creeze propria lor viziune asupra lumii. 
Rezultatul a fost complex, considerat de unii critici ca măreț și dramatic, iar de alții haotic și dizarmonic, atins de afectare și exaltare religioasă, reflectând vremurile tulburi ale Europei din secolul al XVII-lea. 

## Barocul și Sarmatismul

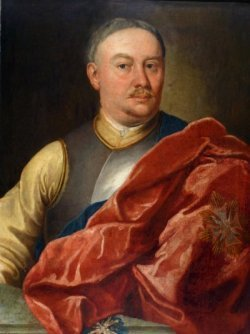
Portretul lui Jakuba Narzymskiego de pictorul baroc Szymon Czechowicz, 1738

Barocului polonez a fost influențat de Sarmatism, cultura nobilimii poloneze Șleahtă  (Szlachta).  Sarmatismul a fost puternic influențat de stilul baroc și a produs un amestec unic al influențelor estice și vestice.  "Estul" aici se referă la cultura orientală a Imperiului Otoman, nu la cultura Moscovei ortodoxe. Aceste influențe orientale proveneau de la granița lungă, comună  dintre  Polonia și Imperiul Otoman cu invaziilor lui frecvente. 
Gândire sarmatistă preaslăvea viața rurală idilică și Libertatea de Aur a nobilimii, care se opunea puterii absolute a monarhului. 
Sarmatismul sublinia priceperea militară,  mergând înapoi în vremurile când șleahta (Szlachta) a apărut pentru prima dată din clasa cavalerilor; și valorile sale religioase, ambele asociate cu misiunea istorică a poporului polonez ca bastion al creștinismului. Nobilii sarmați s-au simțit superiori chiar și față de nobilimea altor națiuni pe care le-au considerat supuse și aproape înrobite de conducătorii lor (potrivit Constituției Poloniei, regele nu era altceva decât un "egal între egali"). Cu timpul însă, idealurile sarmatismului au fost corupte. În secolul al XVIII-lea, Iluminismul în Polonia, sarmatismul a fost adesea privit ca o relicvă ultraconservatoare a trecutului, opus progresului, menit să ducă la decăderea țării.

## Arhitectura barocă în Polonia

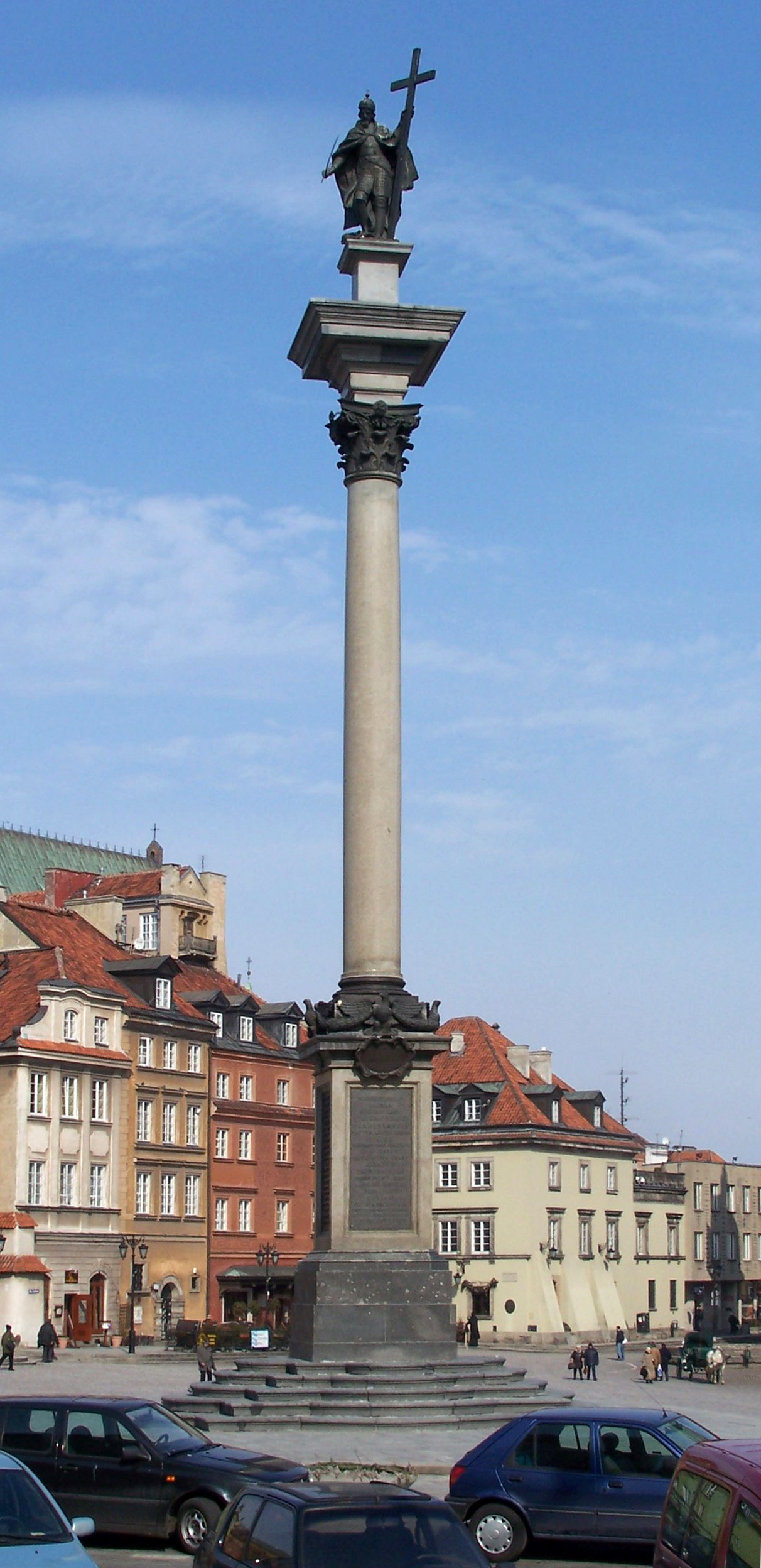
Coloana lui Sigismund al III-lea Vasa

Primele clădiri poloneze în stil baroc au fost deseori proiectate de arhitecți străini (cel mai adesea, italieni). Prima structură în stil baroc în Uniunea statală polono-lituaniană a fost Biserica Corpus Christi din Nieśwież (acum în Belarus). 
Prima clădire în stil baroc în Polonia zilelor noastre este Biserica Sf. Petru și Pavel din Cracovia construit de Giovanni Battista Trevano. Populația evreiască din această perioadă a fost mare și prosperă și multe sinagogi evreiești frumoase din Polonia au fost construite în stil baroc. Câteva dintre aceste clădiri au supraviețuit, inclusiv Sinagoga Włodawa.
Arhitectura laică barocă, de asemenea, s-a dezvoltat.
Castelul Regal Varșovia a fost reconstruit între anii 1596 și 1619 de către arhitecții italieni Giacomo Rotondo, Matteo Castelli și Jan Trevano 

În fața castelului, se află o coloană cu statuia regelui Sigismund al III-lea Vasa, realizată de Clemente Molli și  Daniel Tym, ridicată din ordinul fiului său, Vladislav al IV-lea Vasa, în 1644. 
Parcul Ujazdowski cu un nou palat, Palatul Ujazdów, a fost construit de Trevano între anii 1619 și 1625. Palatul Ujazdów a fost curând pus în umbră de Palatul Wilanów, ridicat de regele Ioan al III-lea Sobieski între 1677 și 1696. 
Stilul acestor noi reședințe regale a fost imediat imitat de către numeroși magnați, care nu acceptau să rămână mai prejos, ceea ce a condus la construirea a numeroase palate baroce în Polonia, cum ar fi Kruszyna (1630, construit pentru voievodul Kasper Doenhoff), Łańcut (1629-1641, reconstruit pentru Stanisław Lubomirski), [4] Wiśnicz (1616-1621, construit pentru Stanisław Lubomirski); Ujazd (Krzyżtopór construit în 1628-1644 de Krzysztof Ossoliński). 

## Exemple proeminente ale stilului baroc în arhitectură

Castele
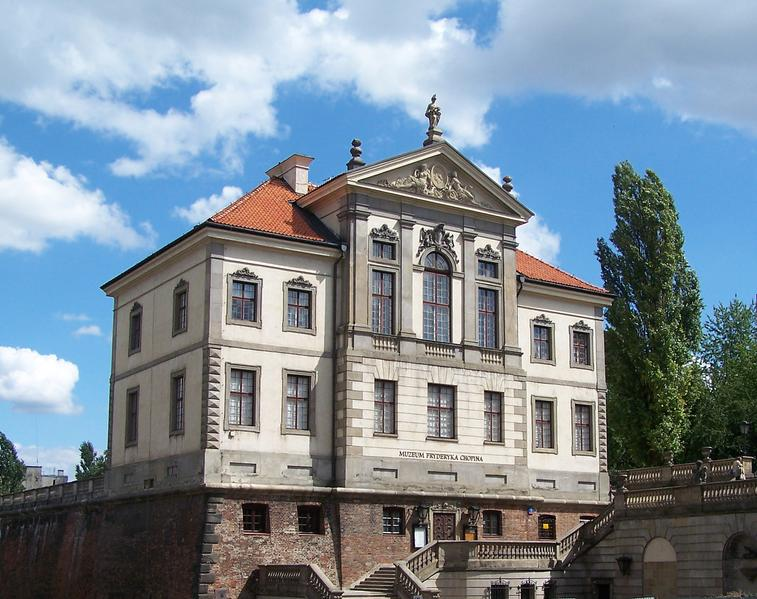
Varşovia
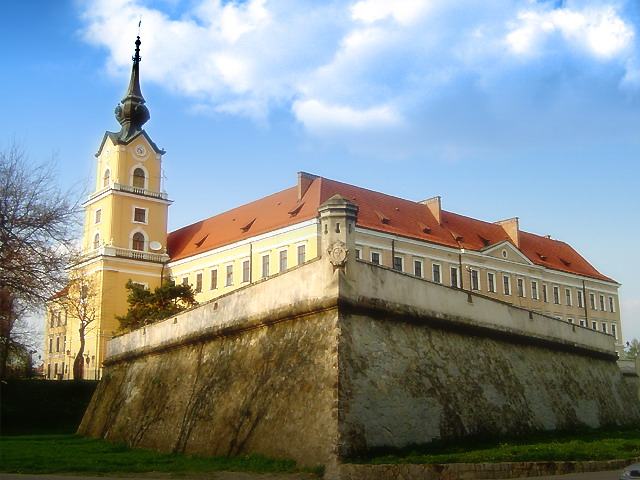
Rzeszów
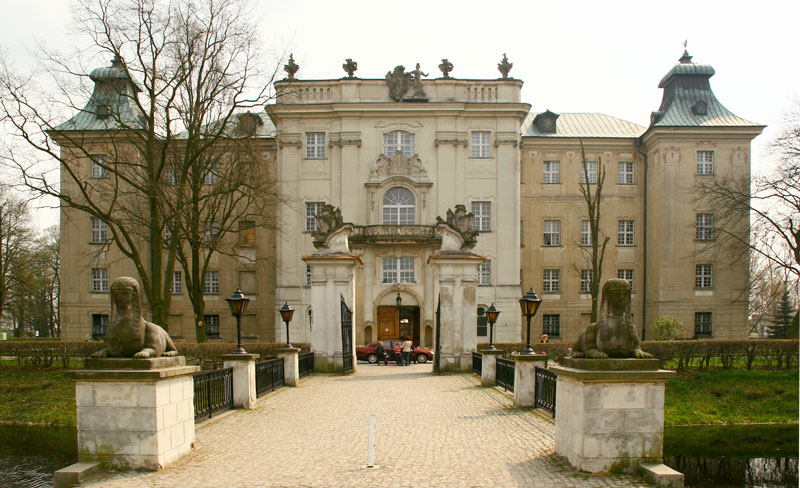
Rydzyna
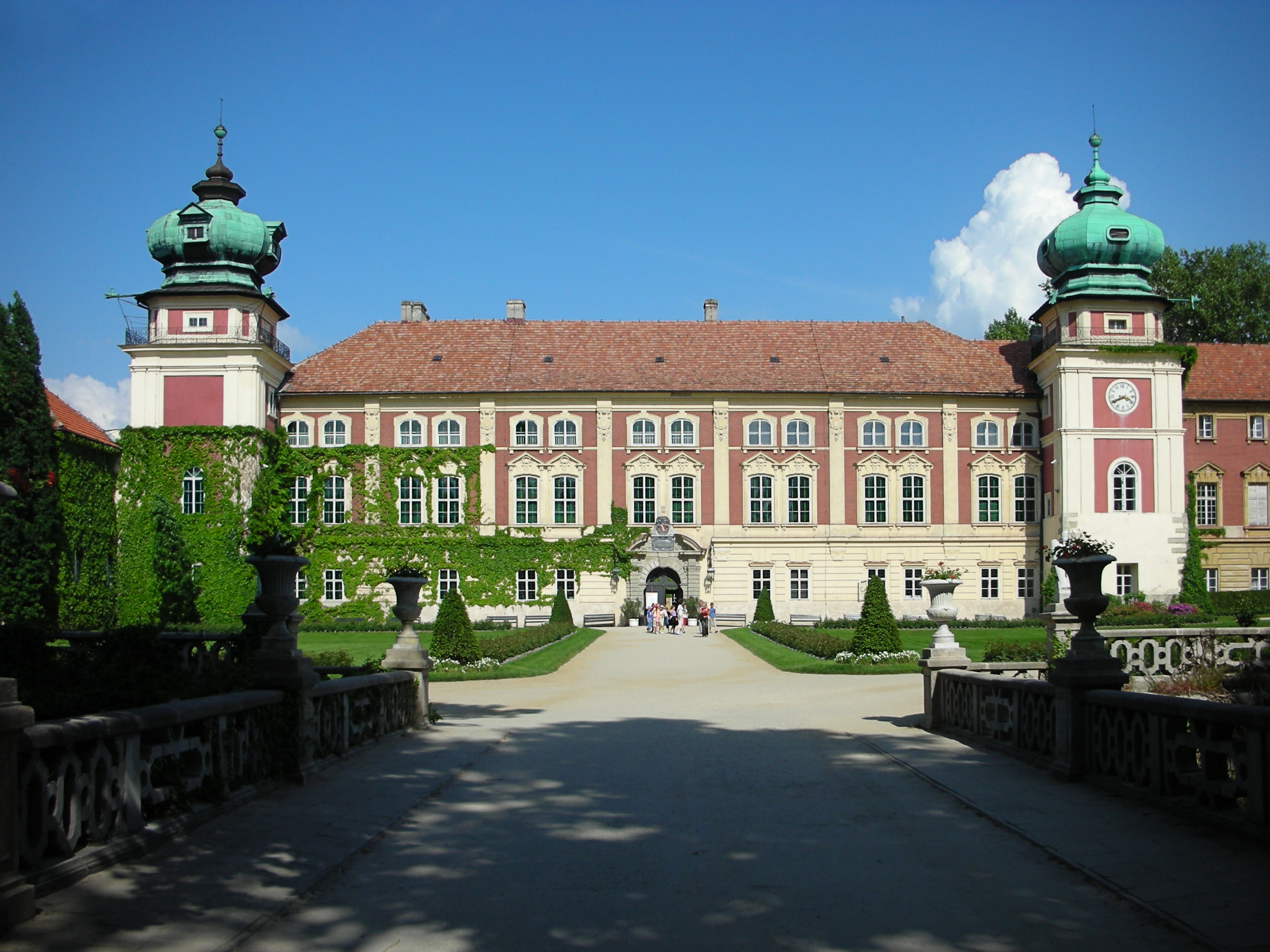
Łańcut

Locuinţe
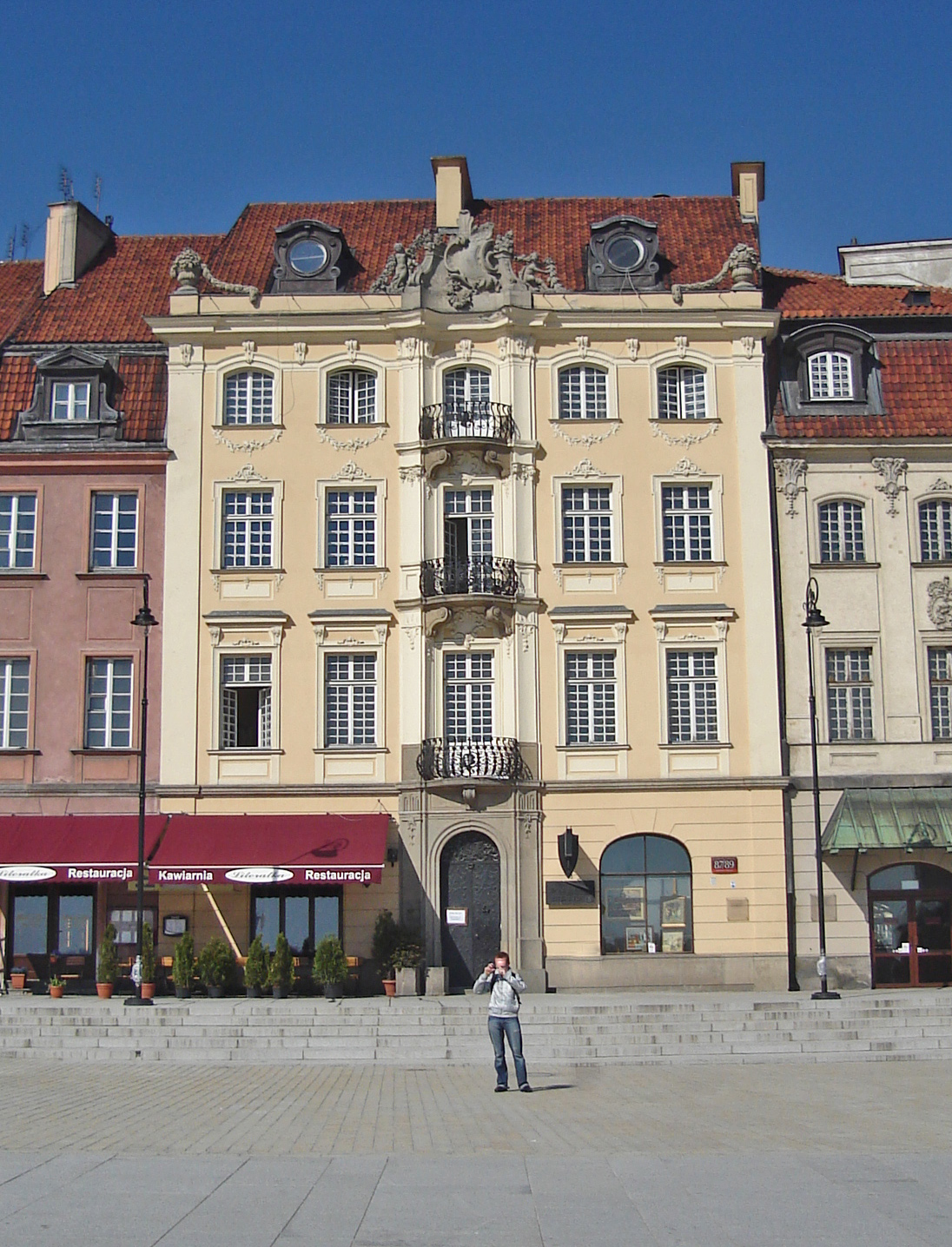
Varşovia
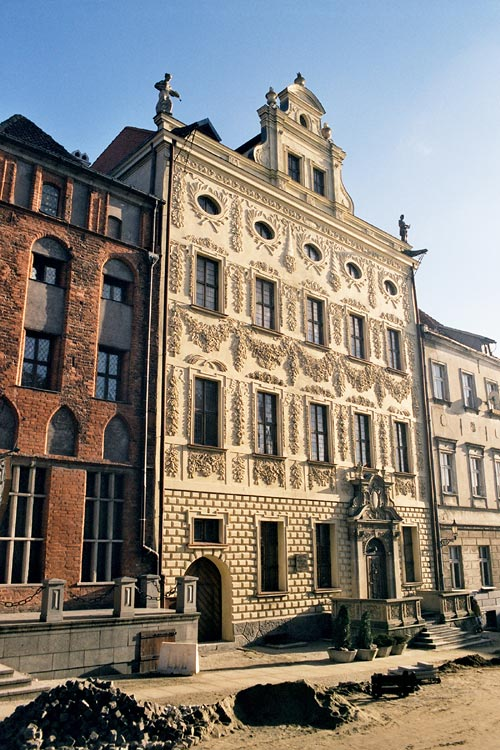
Toruń
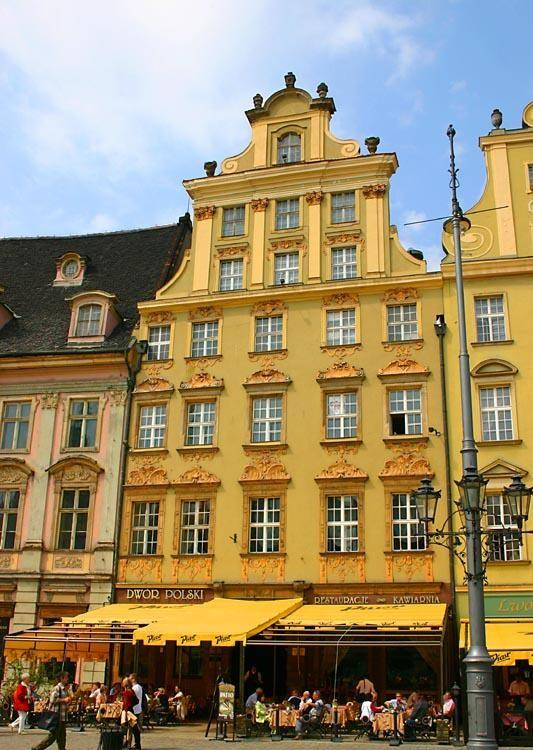
Wrocław
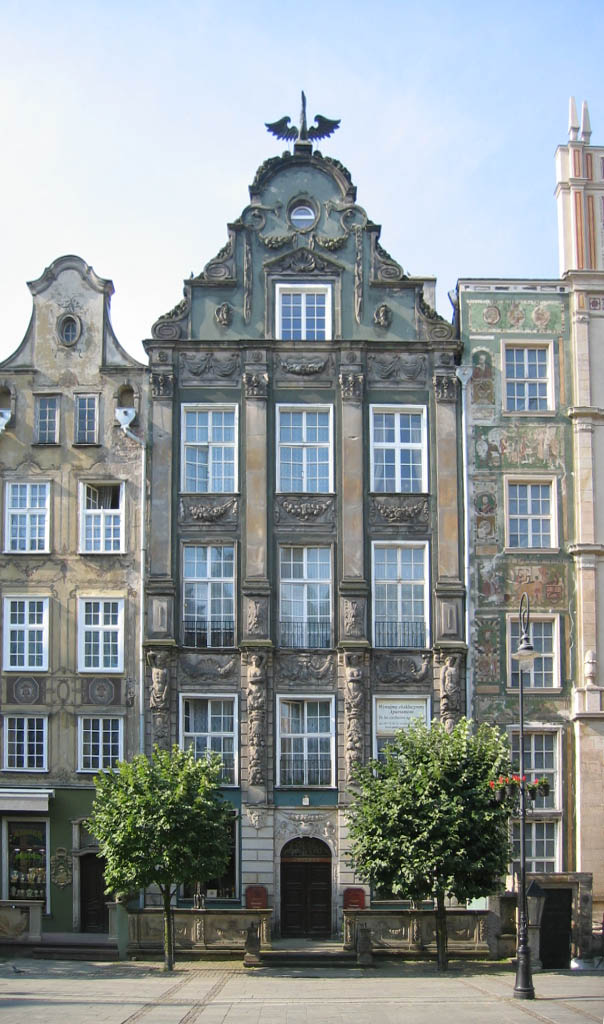
Gdańsk

Biserici
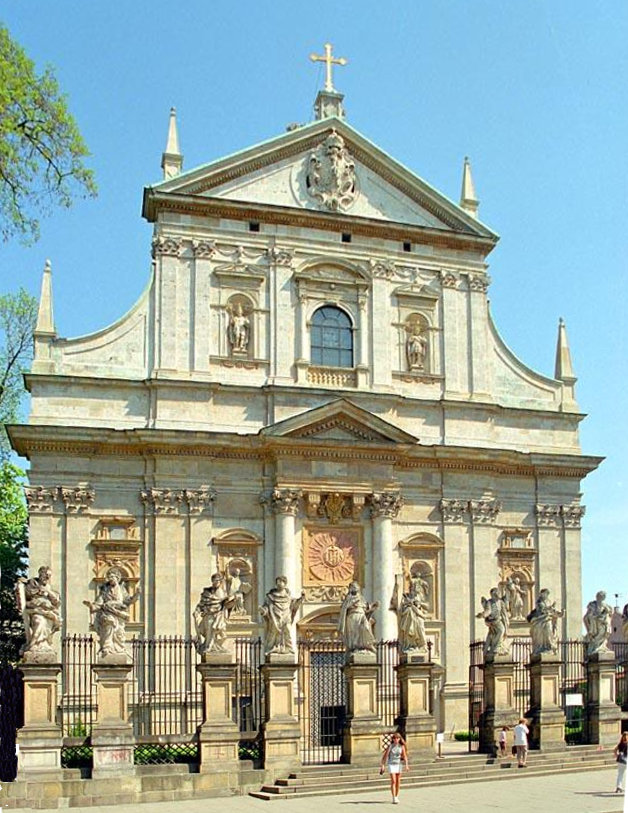
Biserica Sf. Petru și Pavel din Cracovia
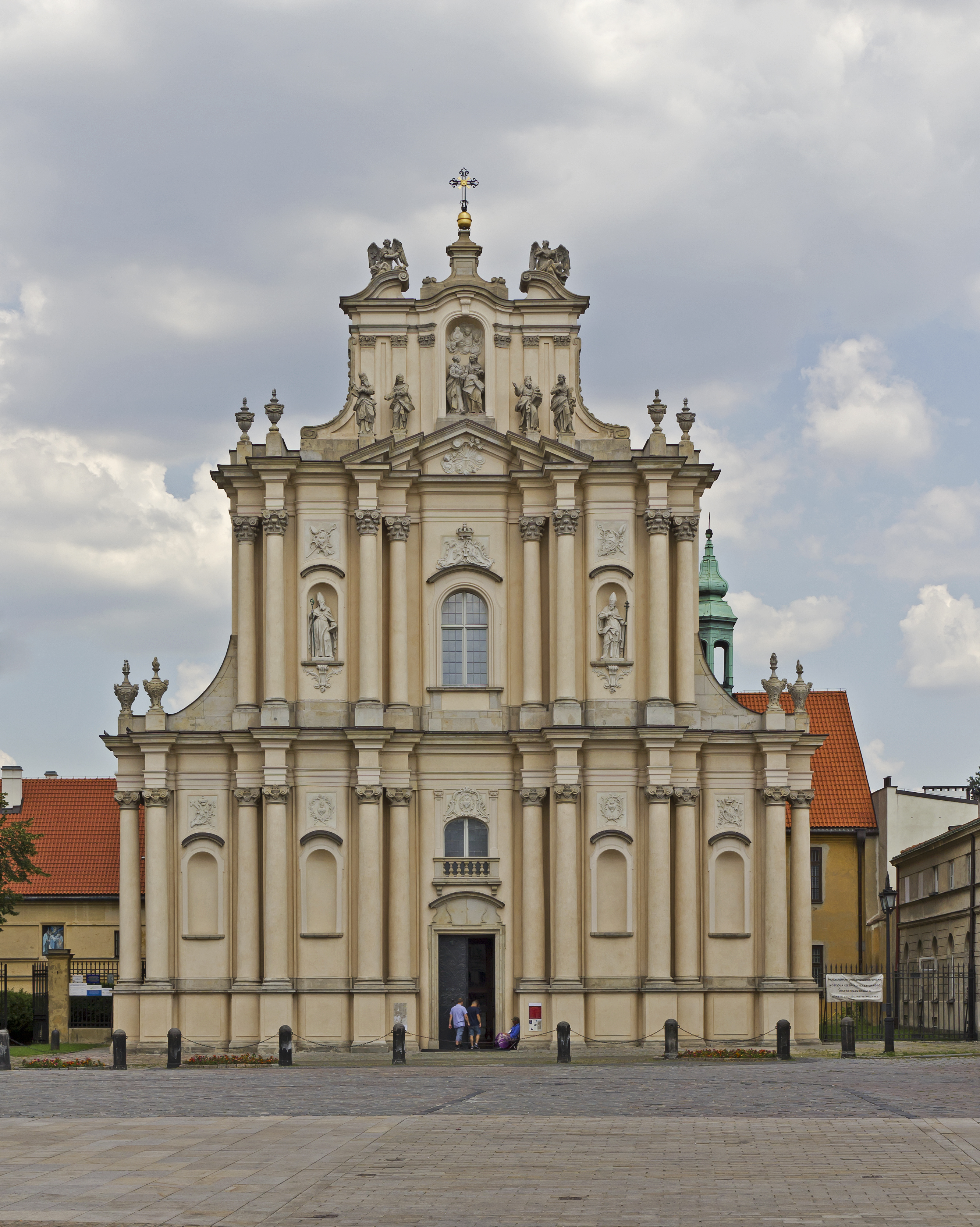
Biserică în Varşovia
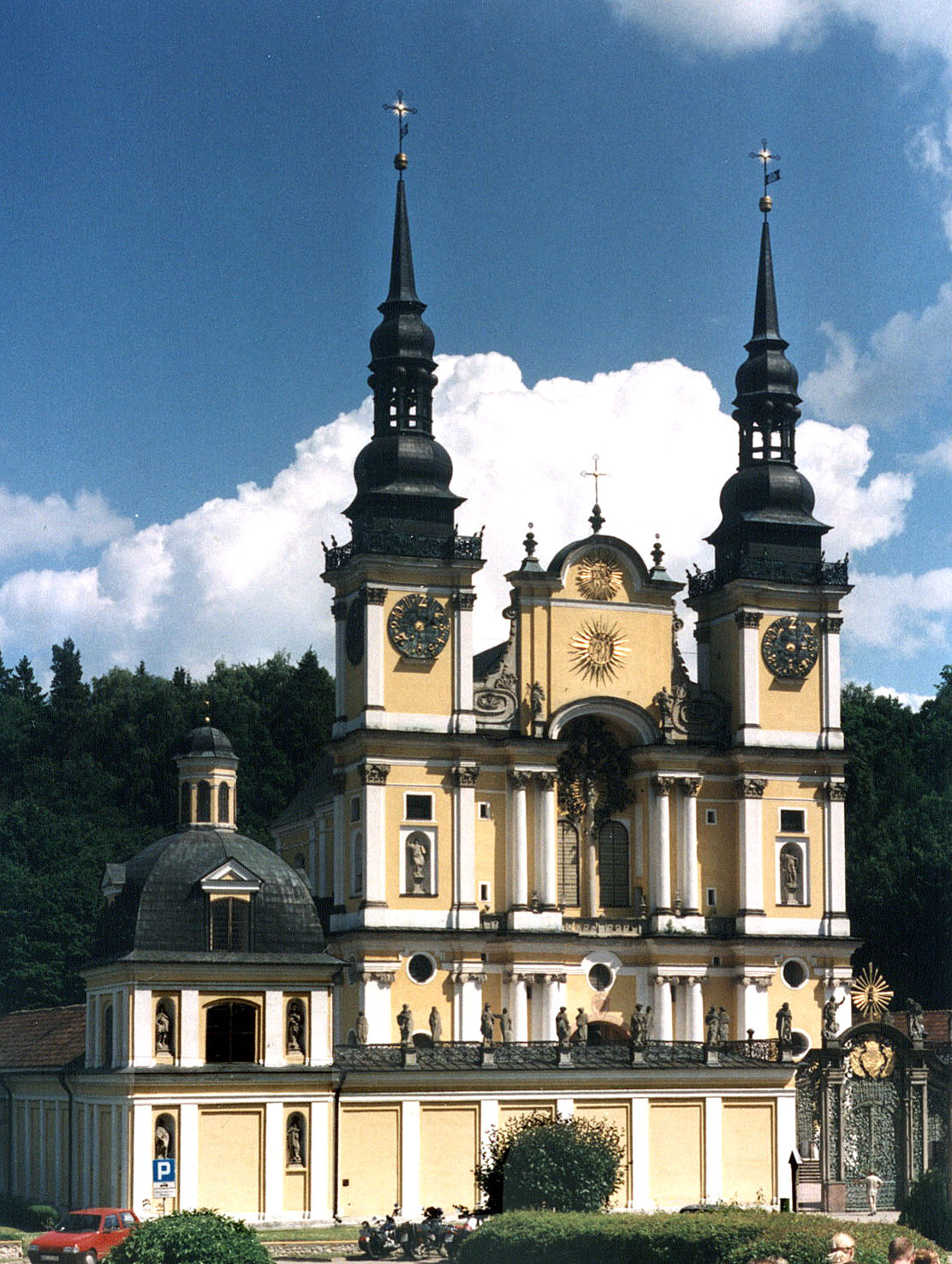
Bazilica Sf. Fecioara Maria, Święta Lipka
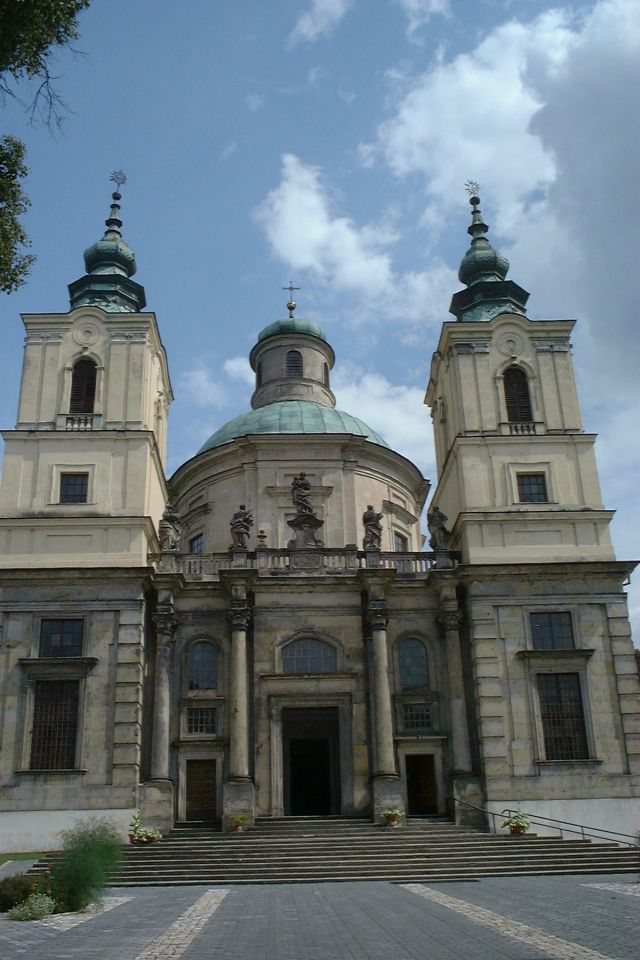
Klimontów
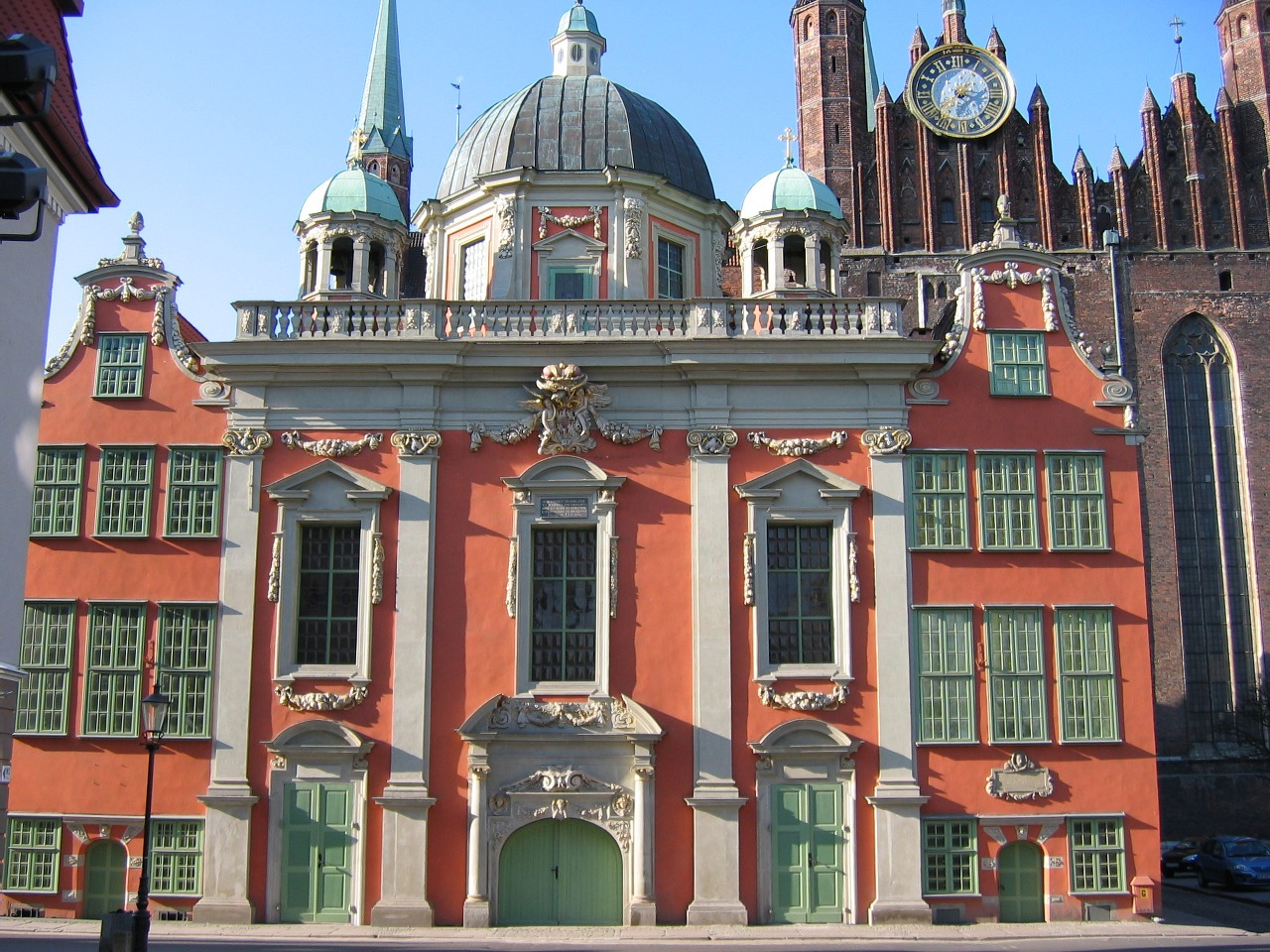
Capela Regelui de  Tylman van Gameren, Gdańsk
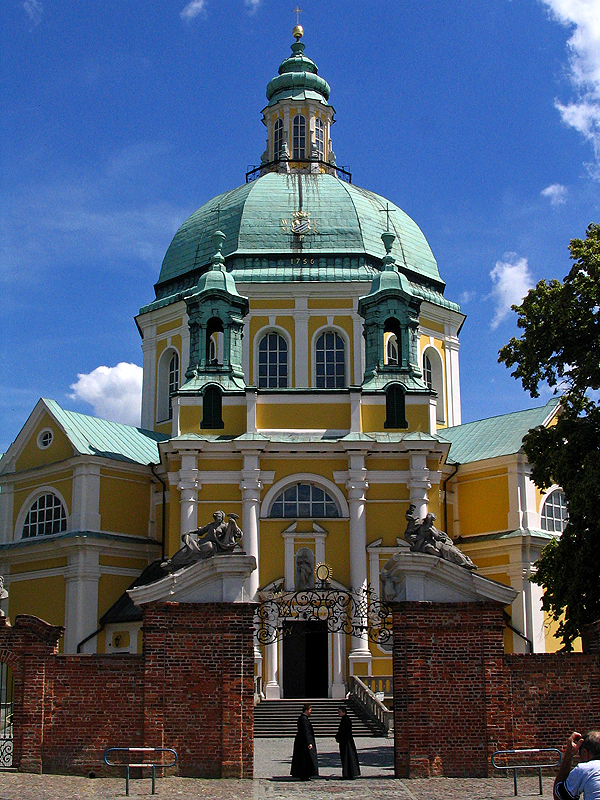
Mănăstire, Głogówko
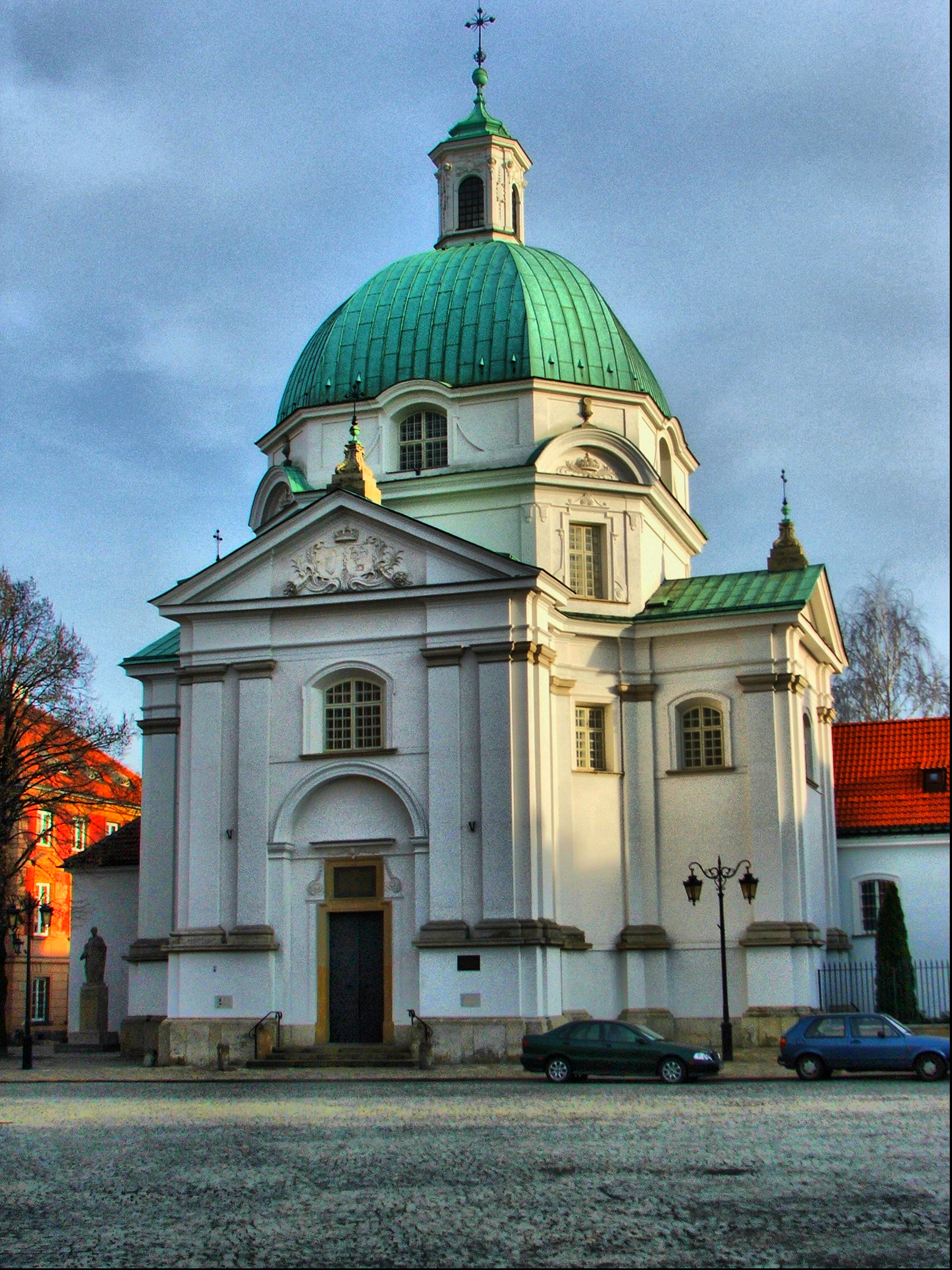
Biserica Sf. Cazimir, Varşovia
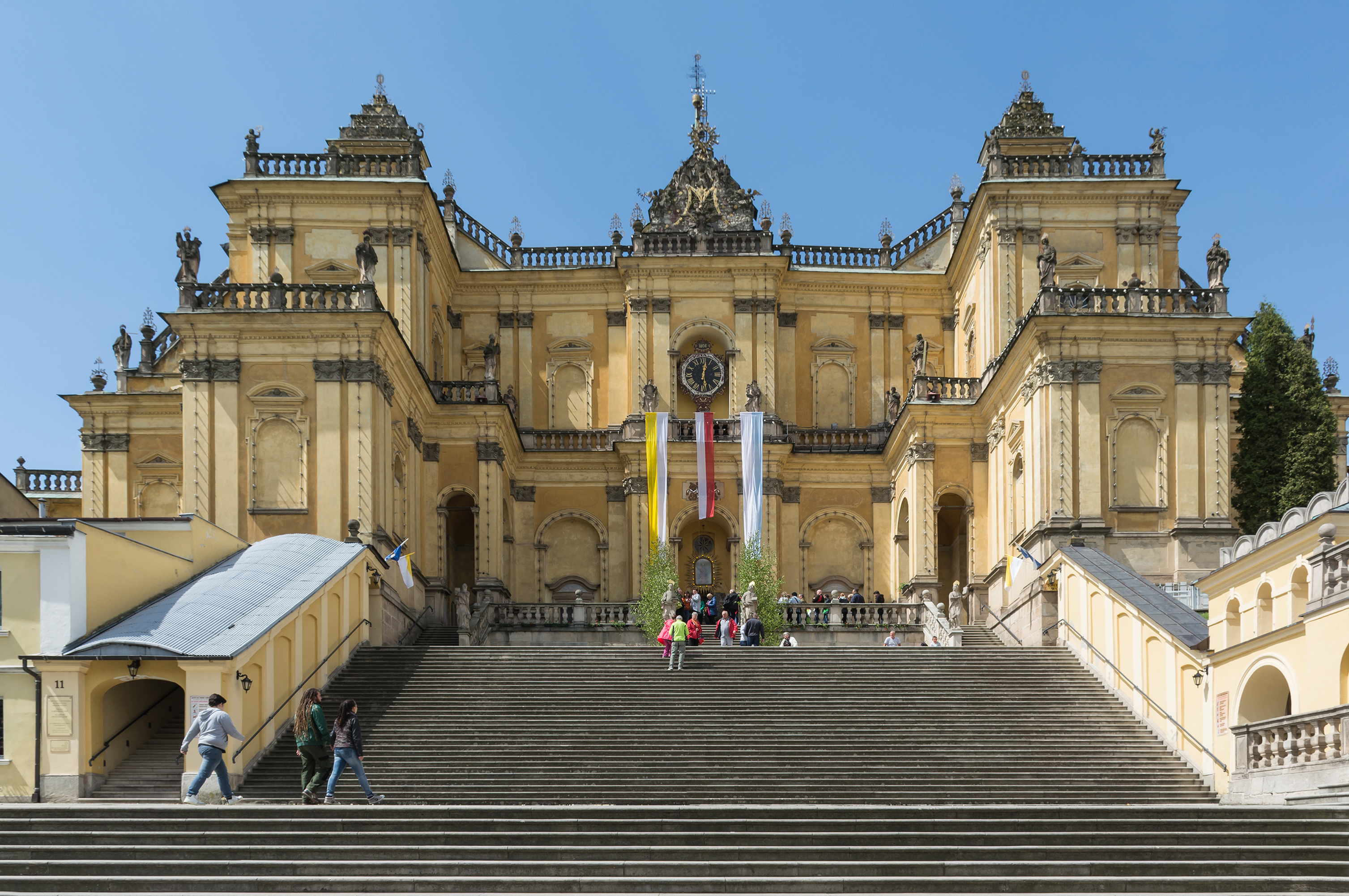
Bazilica Fecioara Maria, Wambierzyce

Palate
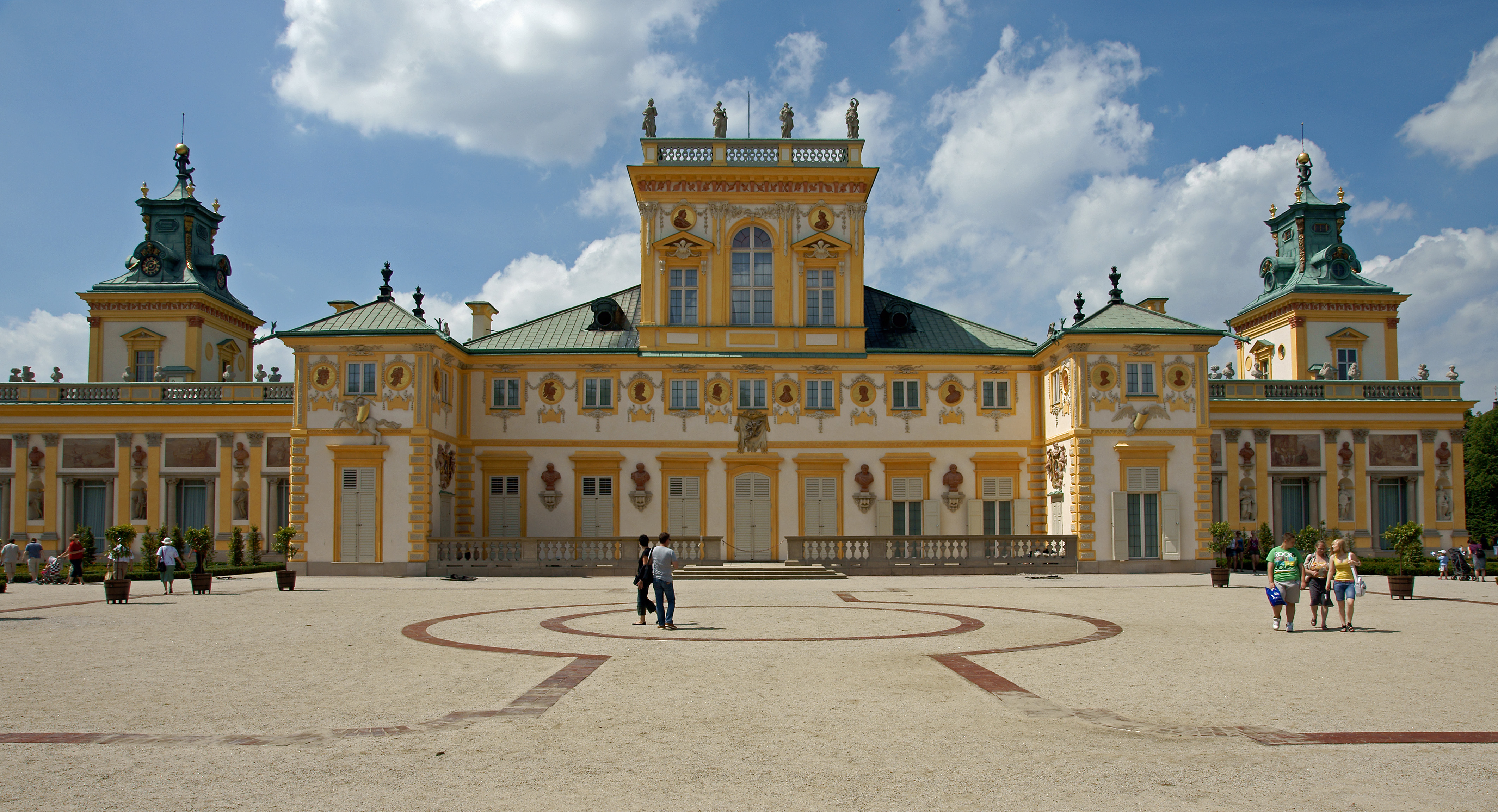
Wilanów
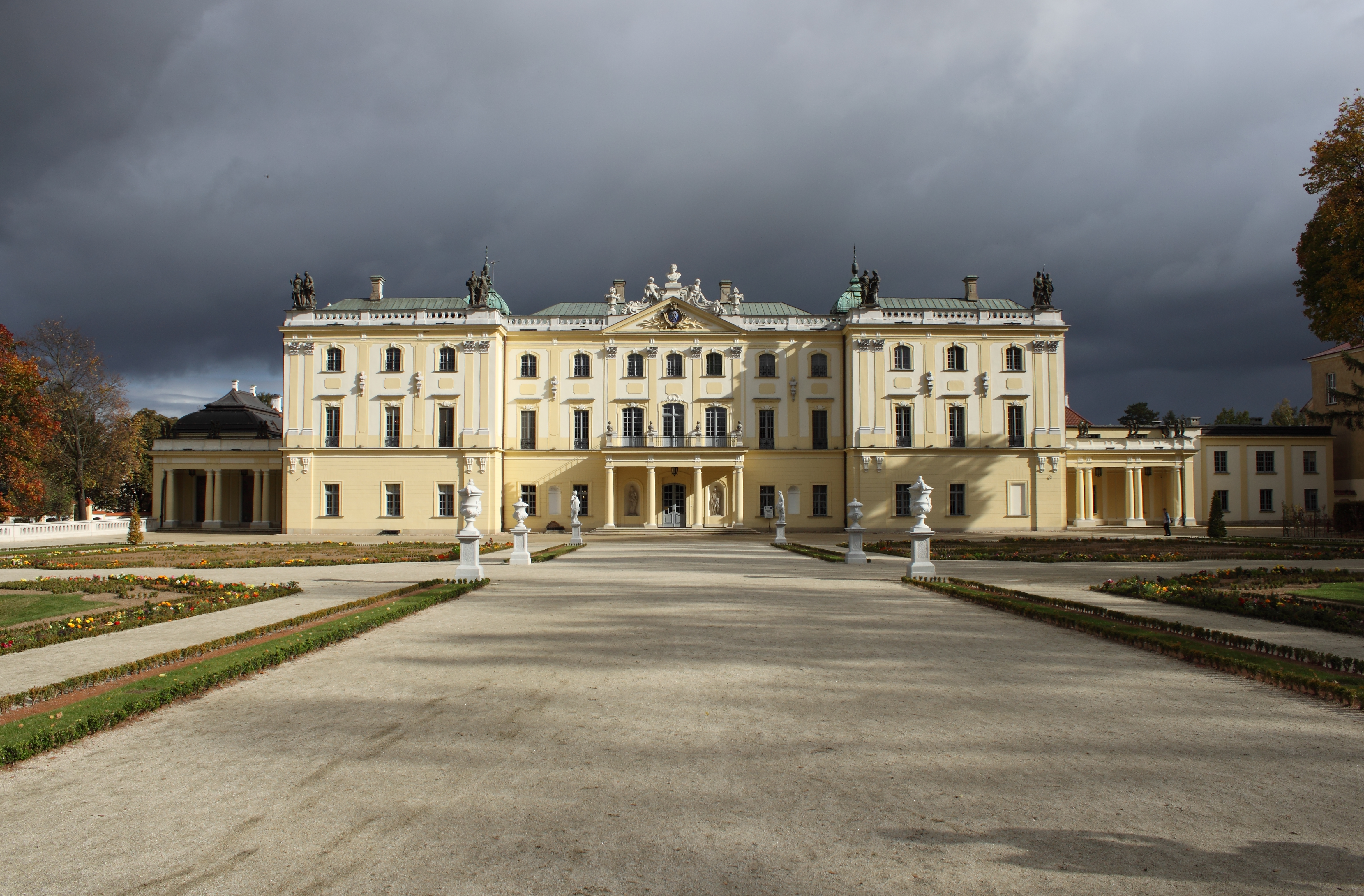
Białystok
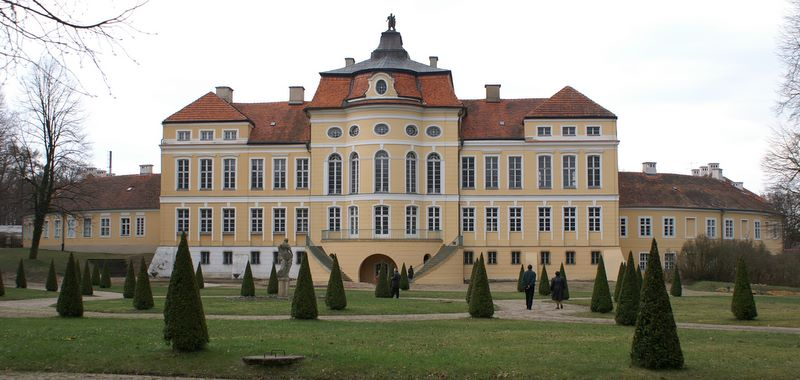
Rogalin
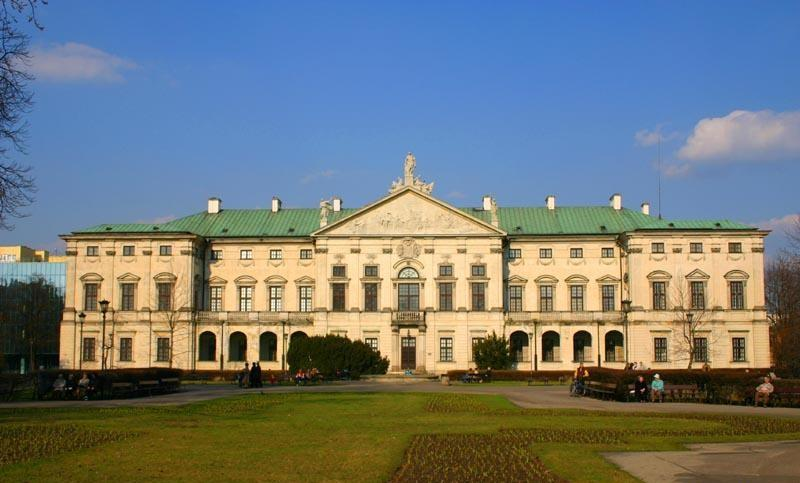
Varşovia
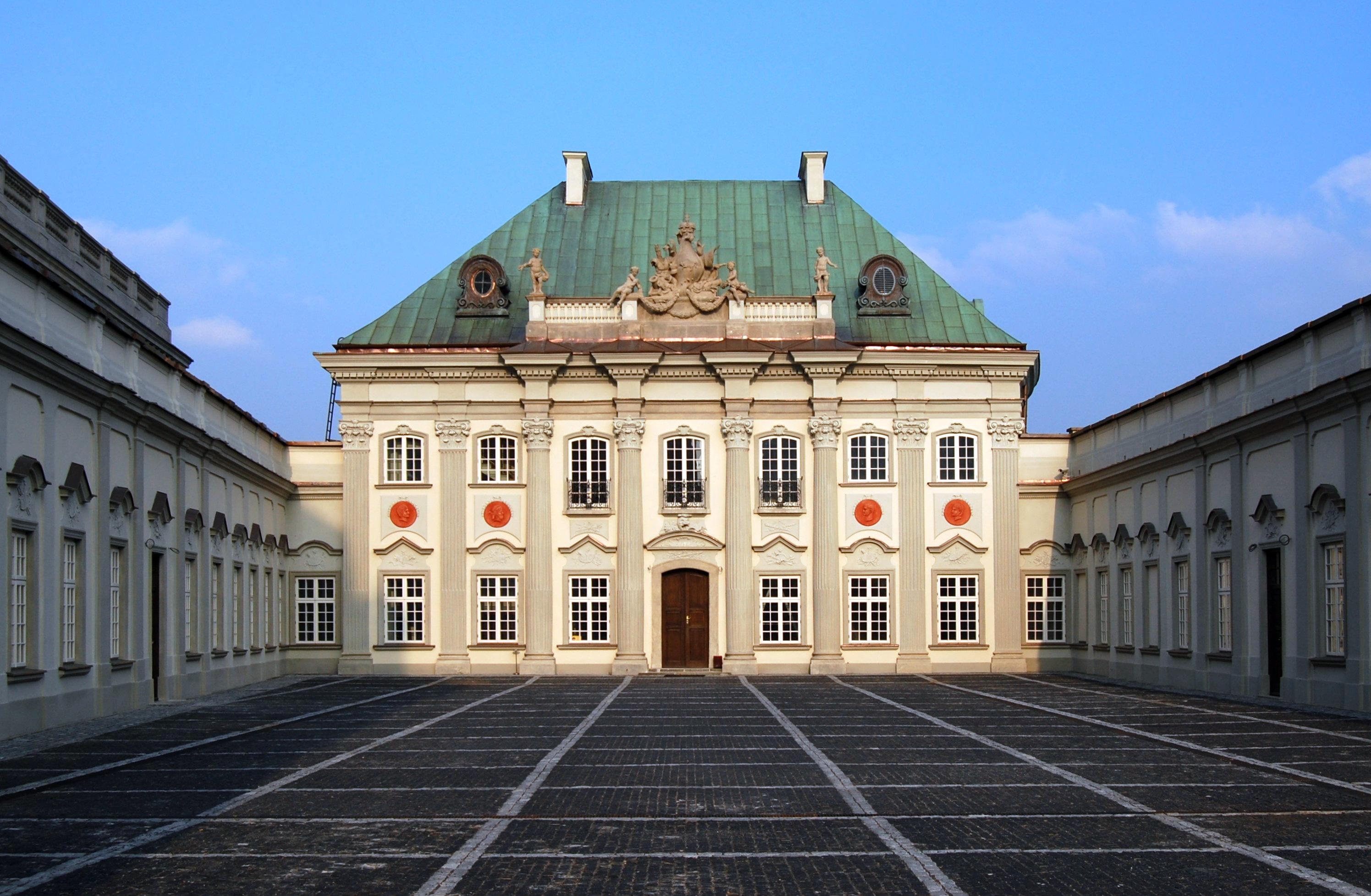
Varşovia
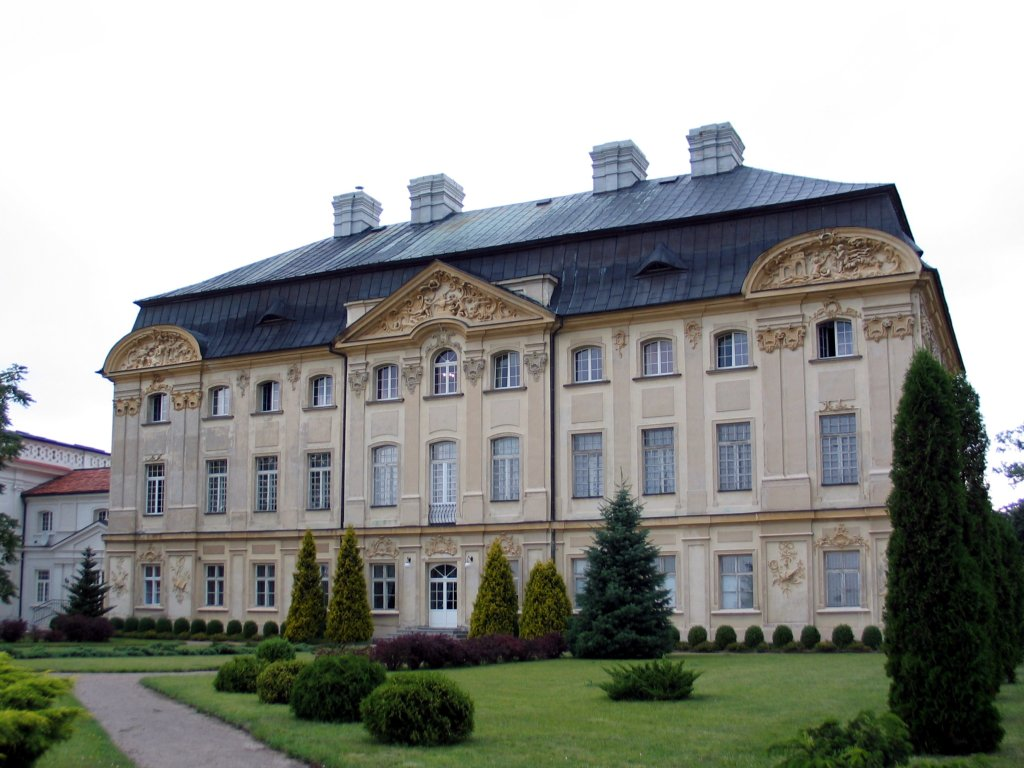
Ciążeń
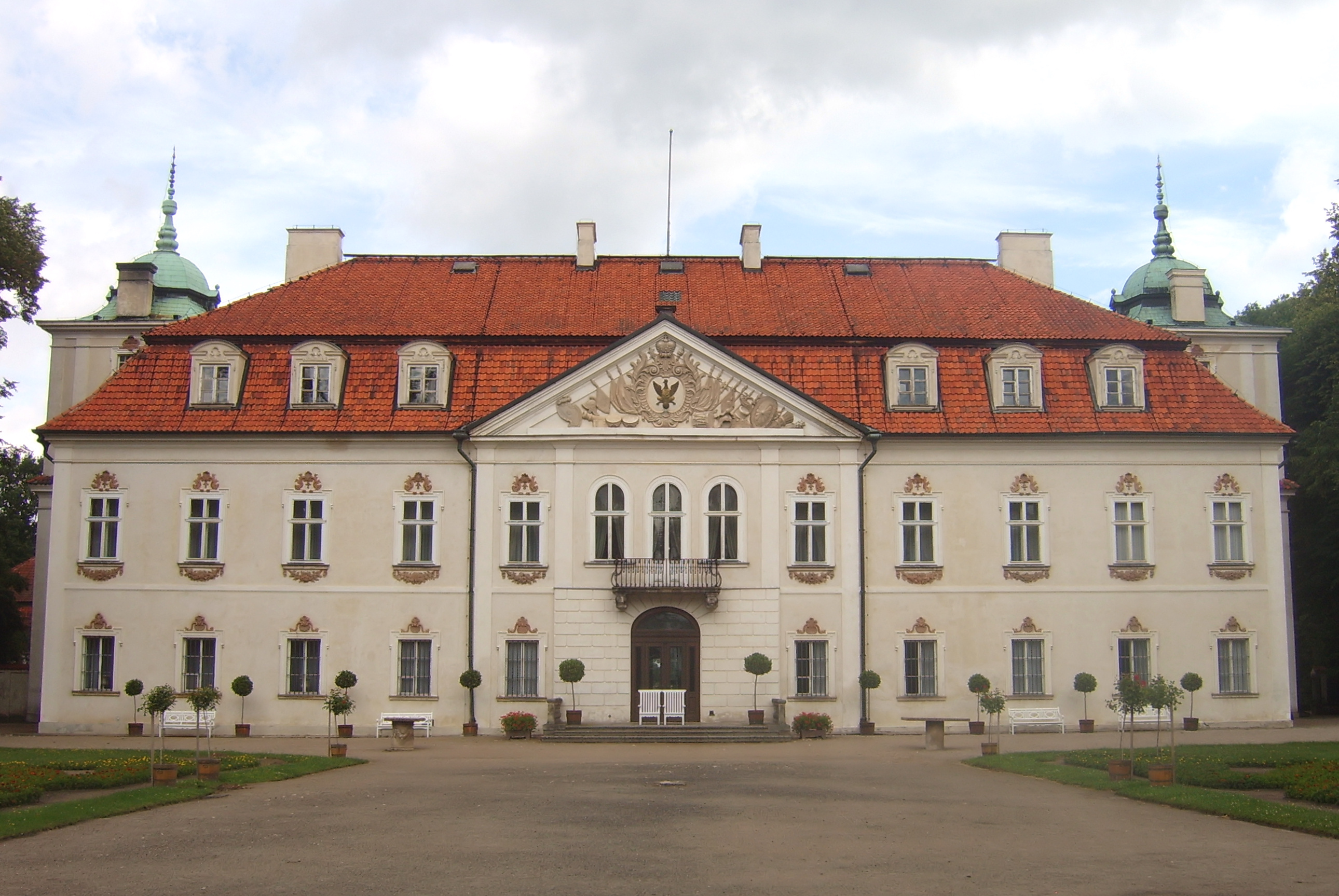
Nieborów
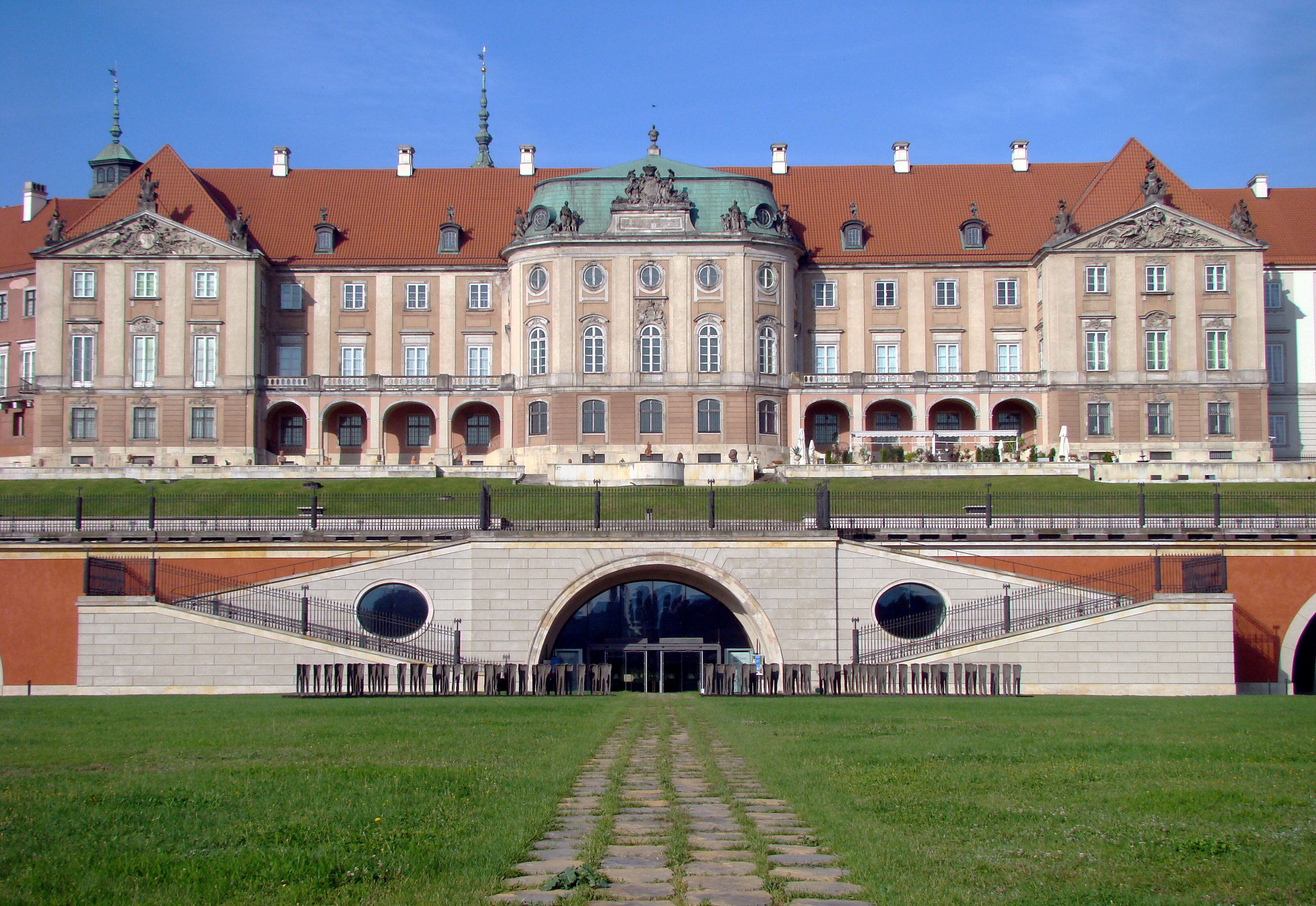
Varşovia

- Castele
- Varşovia
- Rzeszów
- Rydzyna
- Łańcut

- Locuinţe
- Varşovia
- Toruń
- Wrocław
- Gdańsk

Interioare
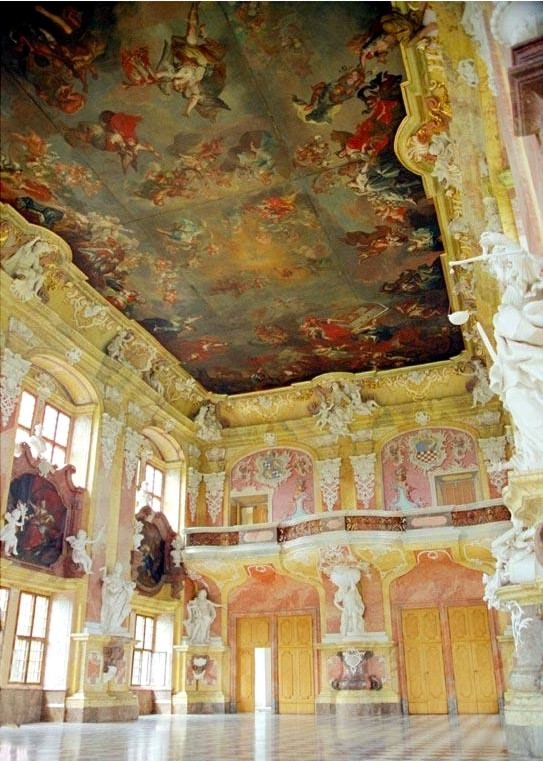
Abaţia Lubensis în Lubiąż
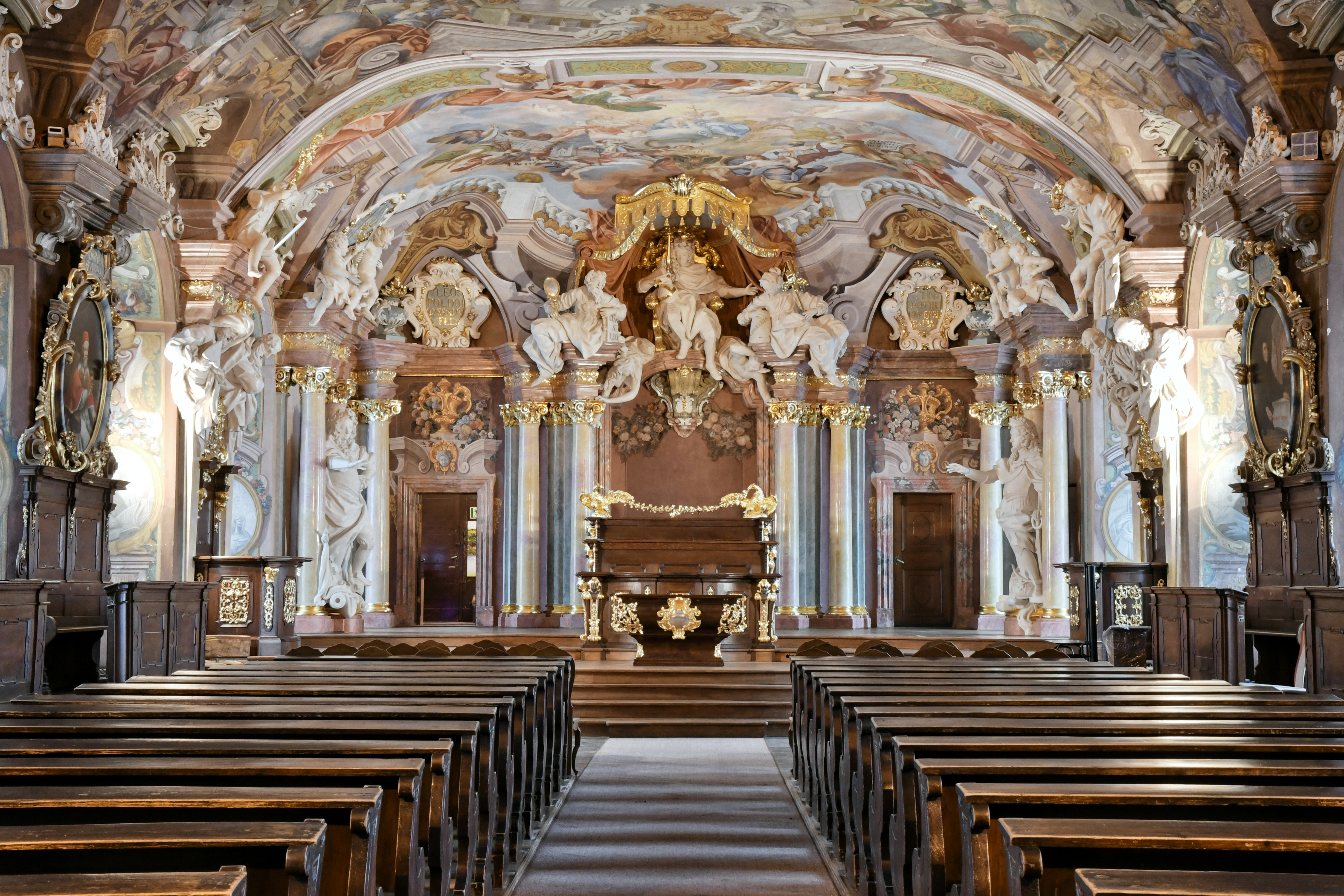
Leopoldina University în Wrocław
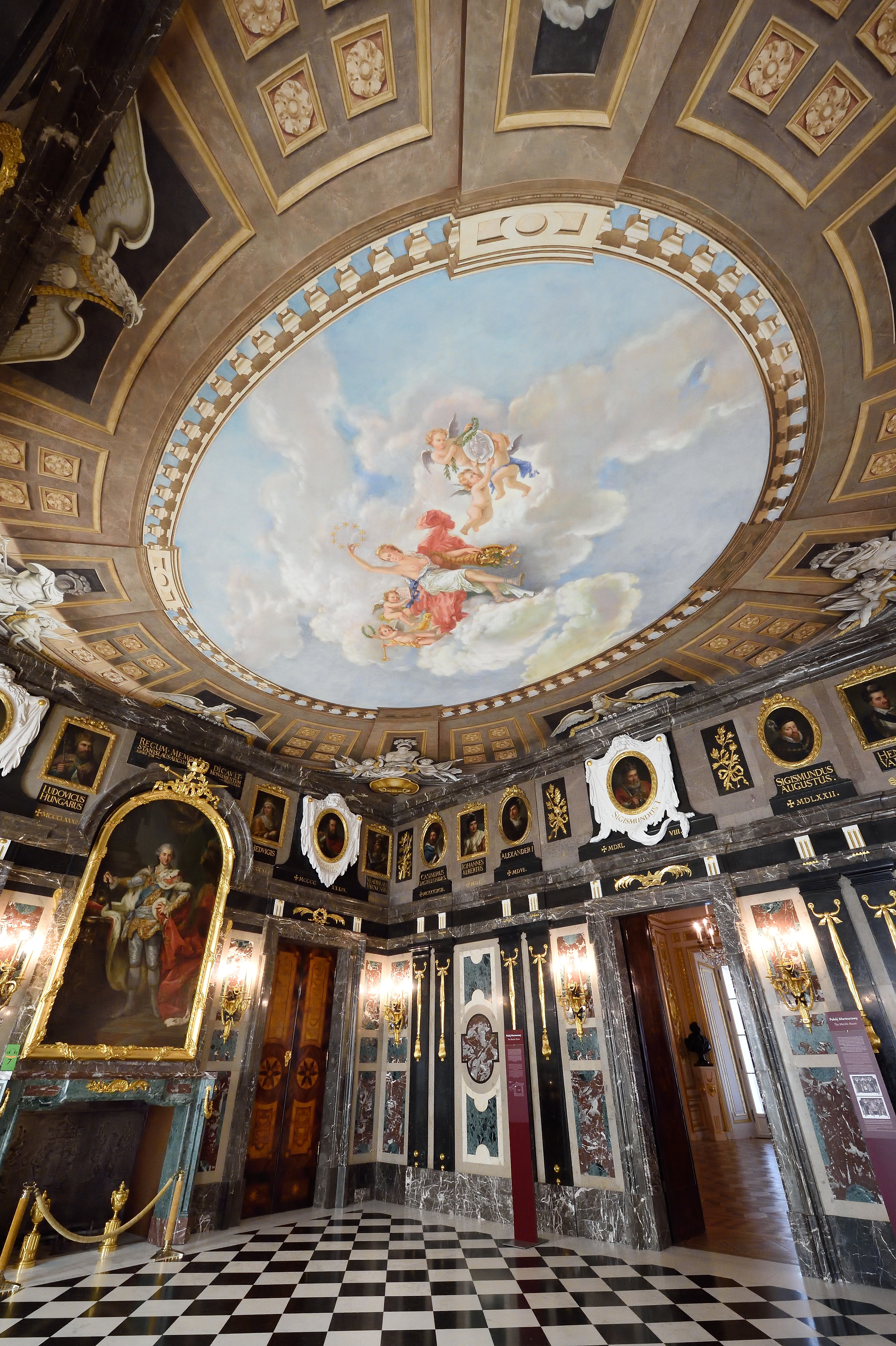
Castel Regal, Varşovia
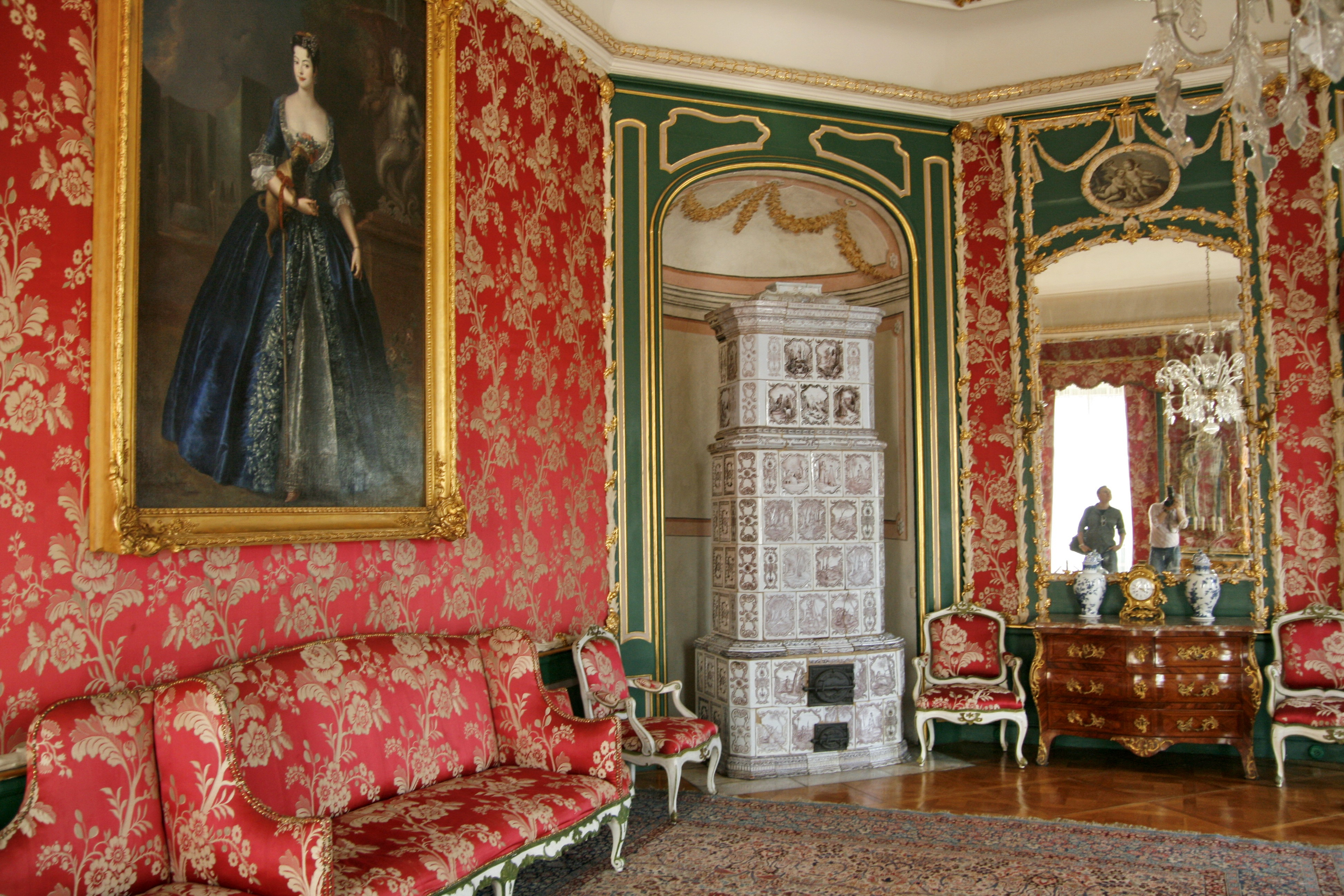
Palat în Nieborów

Interioare de biserici
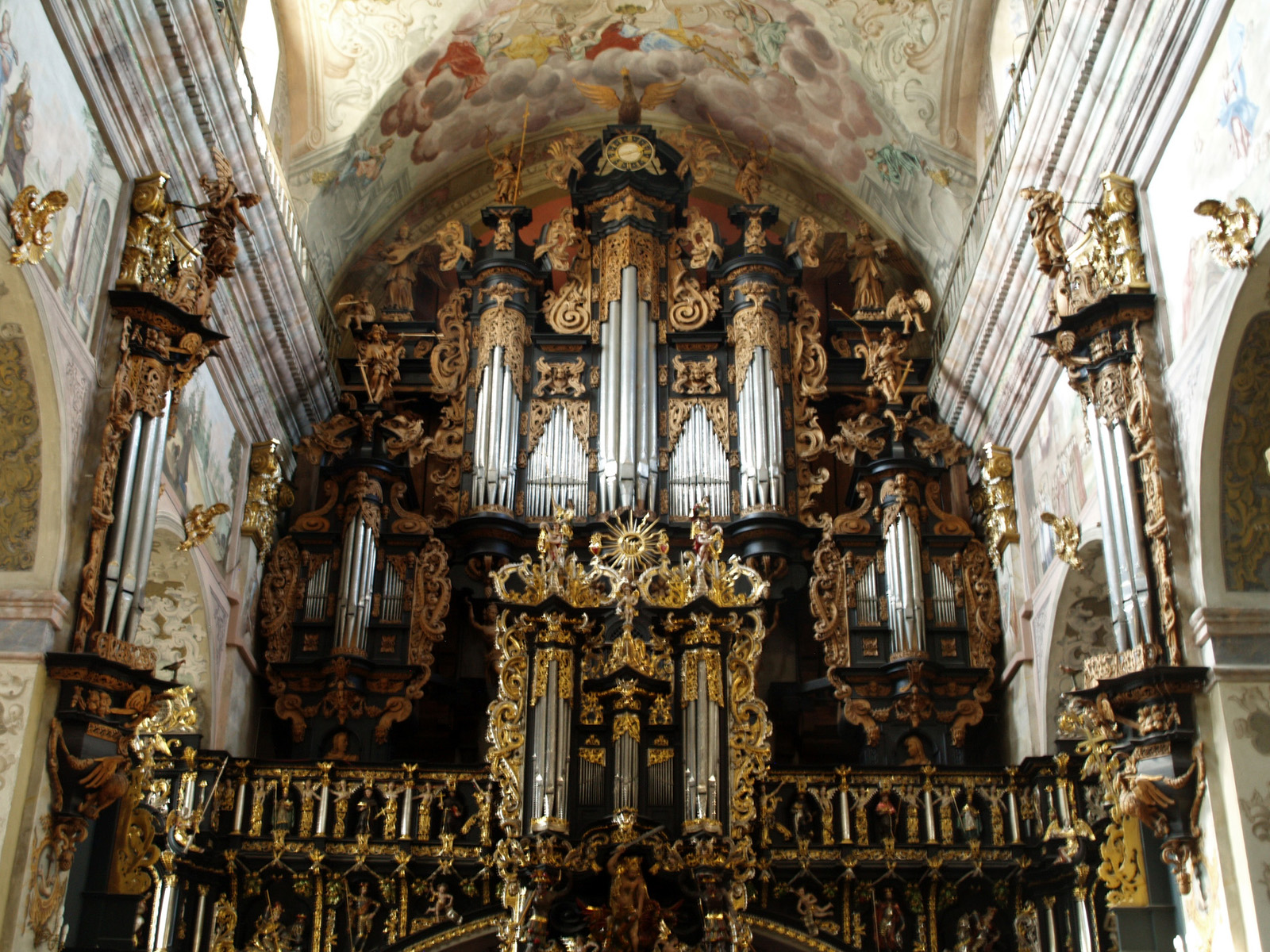
Leżajsk
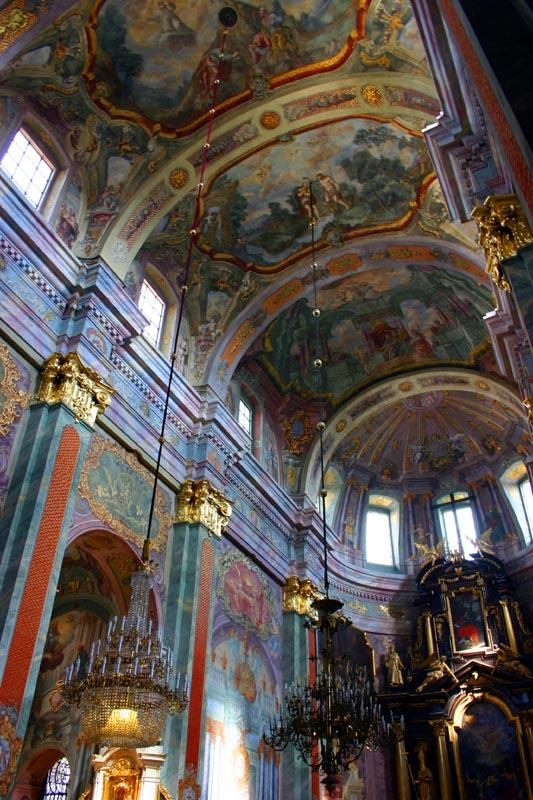
Lublin
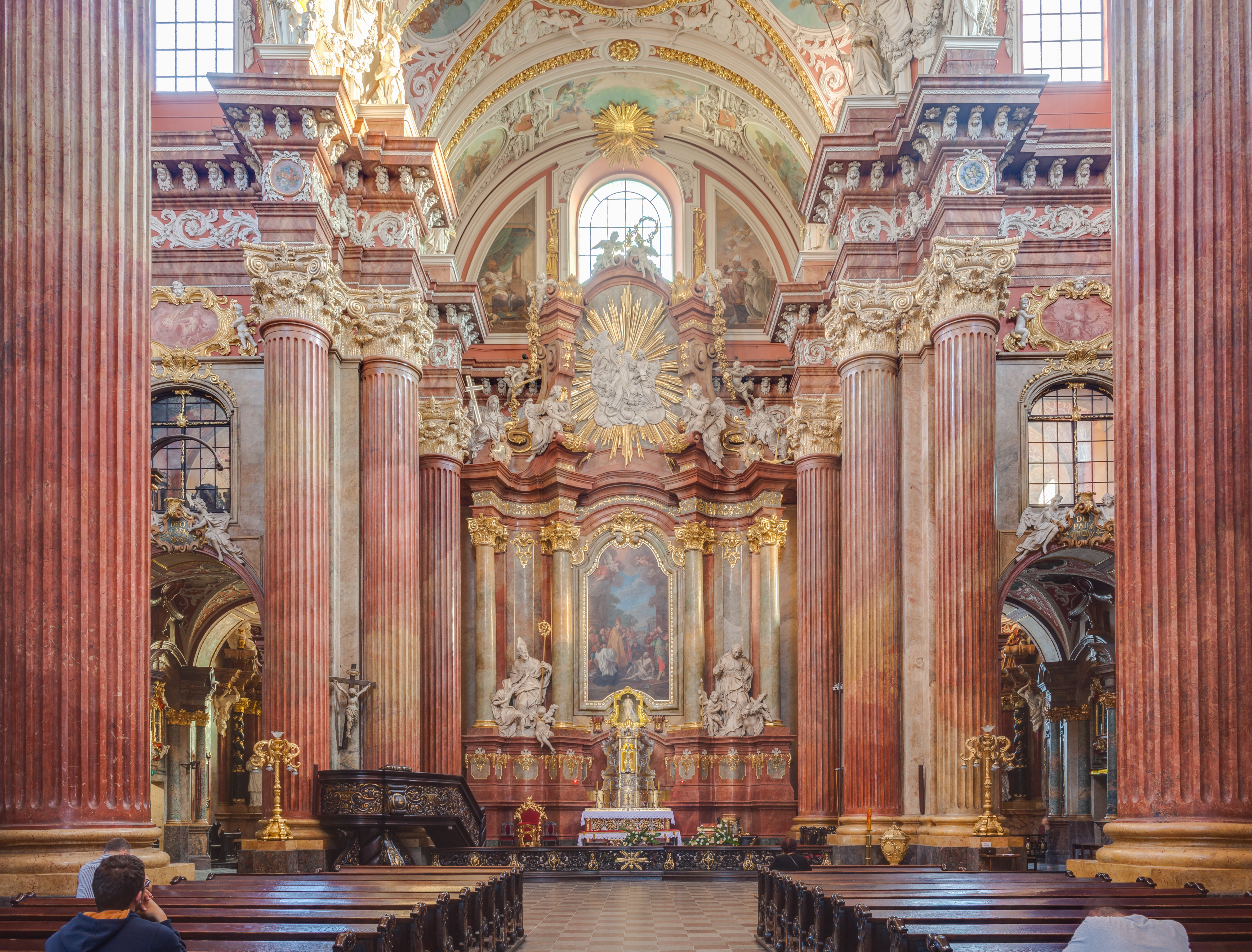
Poznań
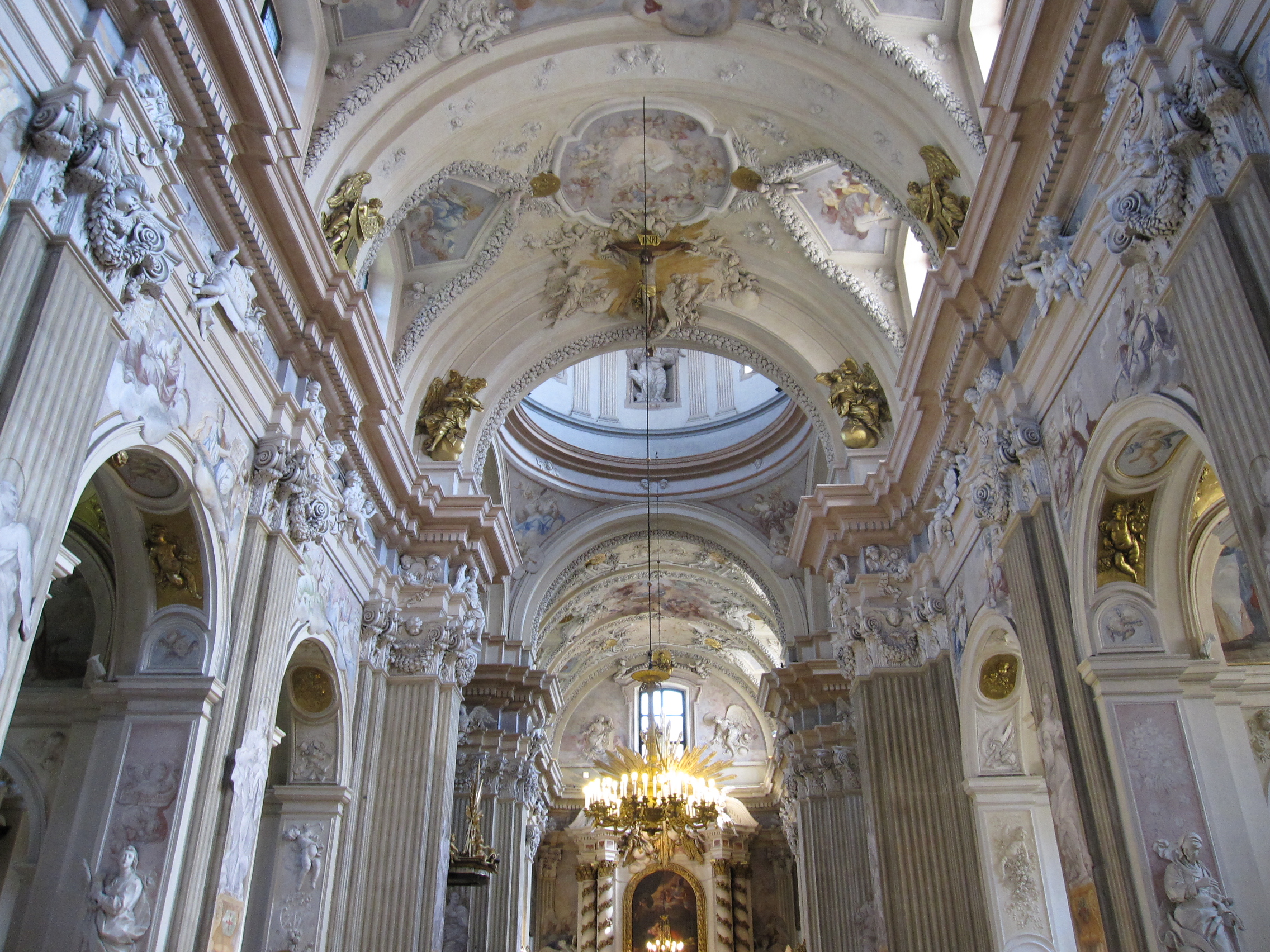
Cracovia

Construcţii ale ritului mozaic
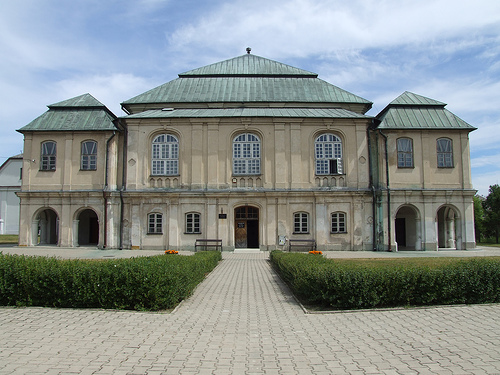
Włodawa
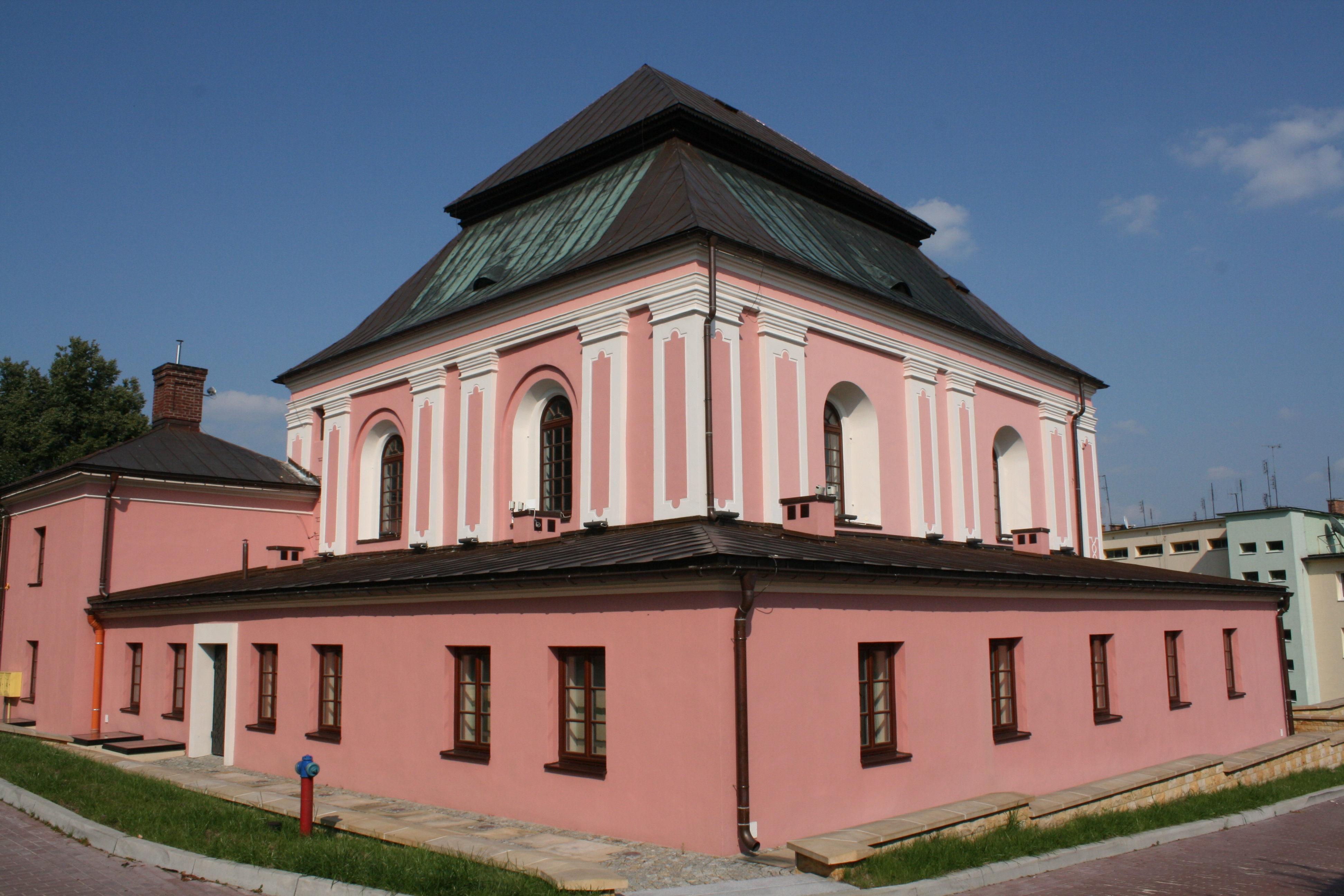
Szczebrzeszyn
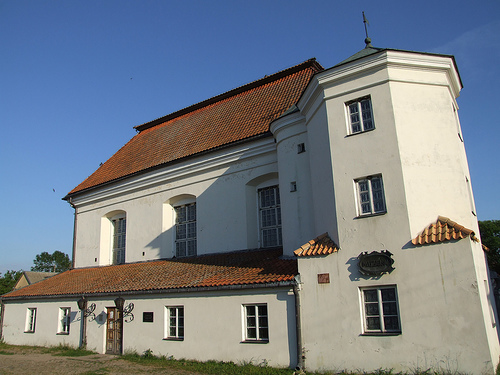
Tykocin
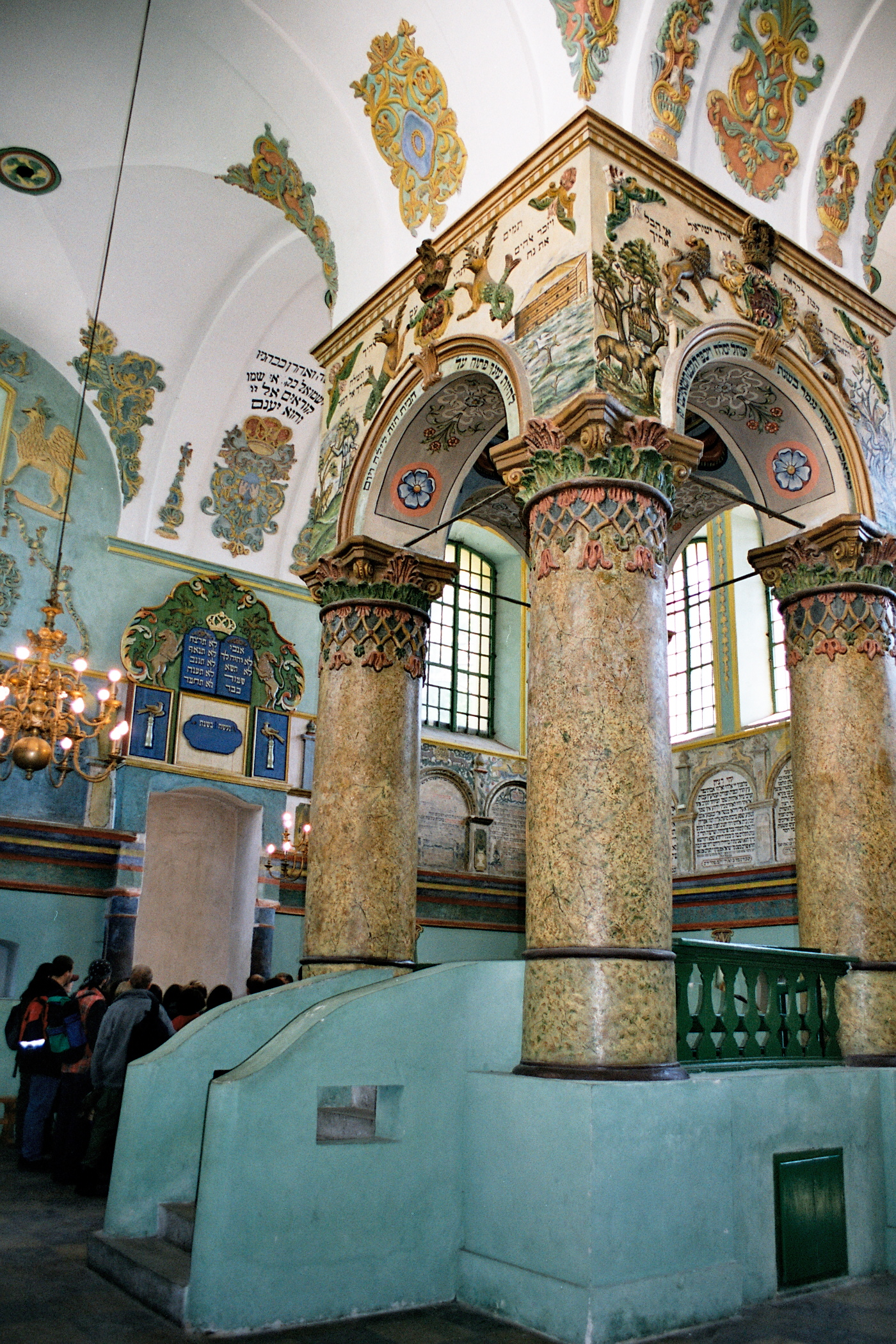
Łańcut